# Mokre, Koszaliński
Mokre [ˈmɔkrɛ] là một ngôi làng thuộc khu hành chính của Gmina Sianów, thuộc huyện Koszaliński, Zachodniopomorskie, ở phía tây bắc Ba Lan. Nó nằm khoảng 10 kilômét (6 mi)  phía đông nam Sianów, 15 km (9 mi) phía đông Koszalin, và 147 km (91 mi) về phía đông bắc của thủ đô khu vực Szczecin.